# Falsamblesthis taeniata
Falsamblesthis taeniata är en skalbaggsart som först beskrevs av Belon 1903.  Falsamblesthis taeniata ingår i släktet Falsamblesthis och familjen långhorningar. Inga underarter finns listade i Catalogue of Life.